# Danbury (Nebraska)
Danbury – wieś w Stanach Zjednoczonych, w stanie Nebraska, w hrabstwie Red Willow.